# Shizuka Ijūin
Shizuka Ijūin (jap. 伊集院 静, Ijūin Shizuka; * 9. Februar 1950 in Hōfu; † 24. November 2023 in Tokio) war ein japanischer Schriftsteller.
Der Sohn koreanischer Einwanderer studierte an der Rikkyō-Universität. 1974 erhielt er die japanische Staatsbürgerschaft. Nachdem er zunächst für das Fernsehen gearbeitet hatte, begann er 1988 eine Laufbahn als Schriftsteller. Für den Roman Chibusa (1993 von Kichitaro Negishi verfilmt) erhielt er 1991 den Yoshikawa-Eiji-Preis, für Uke zuki im Folgejahr den Naoki-Preis. Weitere Werke sind Kaikyō (1991) und Goro-goro (2002, Yoshikawa-Eiji-Preis). Mit Masato Kato und Shōtarō Oikawa verfasste er das Drehbuch zu Ryuichi Hirokis Film Kikansha sensei (2004). Im Jahr 2007 veröffentlichte er eine Biographie des Baseballspielers Hideki Matsui (Hideki Matsui: sportsmanship, modesty and the art of the home run).